# Maria Smolnikova
Maria Smolnikova, née le 19 décembre 1987  à Sverdlovsk, est une actrice russe.

## Biographie
Née à Iekaterinbourg Maria Smolnikova fait ses débuts sur scène du théâtre du jeune spectateur de Nijni Novgorod. A trois reprises elle essaie de passer le concours d'entrée de l'Académie russe des arts du théâtre et réussit à intégrer la classe expérimentale d'Evgueni Kamenkovitch et Dmitri Krymov. Elle obtient son diplôme en 2011. Elle joue le rôle principal dans le drame policier La Fille d'Alexandre Kassatkine pour lequel elle reçoit le prix Natalia Goundareva et le prix du journal Moskovski Komsomolets.
Sa carrière théâtrale se déroule au théâtre « École d’Art dramatique » de Moscou, sous la direction d'Anatoli Vassiliev. En 2016, sa performance dans le spectacle L'Amour tardif d'après Alexandre Ostrovski est récompensée par un Masque d'or.

## Filmographie
- 2012 : La Fille (en russe : Дочь, Doch) d'Aleksandr Kassatkine et Natalia Nazarova : Inna
- 2012 : La Dieu a ses projets (У Бога свои планы) de Dmitri Tiurine : Vika (téléfilm)
- 2013 : Stalingrad de Fiodor Bondartchouk : Katia
- 2014 : Kouprine (Куприн) de Andreï Echpaï et Andreï Maliukov : Liza (série télévisée)
- 2016 : Après toi (После тебя) d'Anna Matisson : Alissa